# Ханли Фолс (Минесота)
Ханли Фолс (енгл. Hanley Falls) град је у америчкој савезној држави Минесота.

## Демографија
По попису из 2010. године број становника је 304, што је 19 (-5,9%) становника мање него 2000. године.
| Група             | 2000.       | 2010.       |
| Белци             | 225 (69,7%) | 211 (69,4%) |
| Афроамериканци    | 2 (0,6%)    | 1 (0,3%)    |
| Азијати           | 0 (0,0%)    | 0 (0,0%)    |
| Хиспаноамериканци | 84 (26,0%)  | 88 (28,9%)  |
| Укупно            | 323         | 304         |